# Shoshi Kazuharu
Shoshi Kazuharu (所司 和晴 (Sở Ty Hoạ Tình)/ 23 tháng 10 năm 1961)
là một người chơi shogi chuyên nghiệp Nhật Bản, xếp hạng được 7 dan.
Shoshi đã viết một hướng dẫn tiêu chuẩn về cờ vây chấp quân shogi.
Shoshi cũng chơi cờ tướng đại diện cho Nhật Bản trong các giải đấu thế giới và giành giải nhất năm 1999, 2003, 2007 và 2015 ở hạng mục không phải người Hoa/tiếng Việt.